# Kreisgericht Tilsit
Das Kreisgericht Tilsit war ein preußisches Kreisgericht in der damaligen Provinz Preußen mit Sitz in der Kreisstadt Tilsit.

## Geschichte
In Bezirk des Kreisgerichts Tilsit bestanden bis 1849 das königliche Land- und Stadtgericht Tilsit sowie viele Patrimonialgerichte.
1849 wurden in Preußen einheitlich Kreisgerichte geschaffen. Hierbei wurde die Patrimonialgerichtsbarkeit abgeschafft und die Patrimonialgerichte wurden aufgehoben. Auch die eingangs genannten Gerichte wurden aufgehoben und es entstand das Königliche Kreisgericht Tilsit. Es war für den Landkreis Tilsit und den größten Teil des Kreises Niederung zuständig.
Beim Kreisgericht Tilsit wurden Schwurgerichtssachen für die Kreisgerichte Heydekrug, Kaukehmen, Ragnit und Tilsit verhandelt. Am Gericht waren 1870 ein Direktor und 20 Kreisrichter eingesetzt. 1870 betrug die Zahl der Gerichtseingesessenen 95.694. In Heinrichswalde und Skaisgirren wurden Gerichtskommissionen eingerichtet.
Im Rahmen der Reichsjustizgesetze wurde das Gerichtswesen in Deutschland 1879 vereinheitlicht. Damit wurde das Kreisgericht Tilsit aufgehoben und das königlich preußische Amtsgericht Tilsit mit Wirkung zum 1. Oktober 1879 als eines von neun Amtsgerichten im Bezirk des Landgerichtes Tilsit als Nachfolger gebildet.

## Richter
- Heinrich Kleffel (1851–1852)
- Sigismund Droese (1859–1873)
- Oskar von Sanden